# Chaetocanthus arenarius
Chaetocanthus arenarius är en skalbaggsart som beskrevs av Clarke H. Scholtz och Evans 1987. Chaetocanthus arenarius ingår i släktet Chaetocanthus och familjen Ochodaeidae. Inga underarter finns listade i Catalogue of Life.